# Gulkronad sparv
Gulkronad sparv (Zonotrichia atricapilla) är en tätting i familjen amerikanska sparvar som förekommer i nordvästra Nordamerika.

## Kännetecken

### Utseende
Gulkronad sparv är en långstjärtad och rätt stor amerikansk sparv, med sin längd på upp till och med 18 cm något större än den närbesläktade vitkronade sparven (Zonotrichia leucophrys). I häckningsdräkt är den karakteristisk med svart hjässa och ljust centralt hjässband, i pannan lysande gult. I övrigt är ovansidan mörkstreckad brun, huvudet grått och undersidan enfärgat gråbrun.
Vintertid är den mattare i färgerna med brun istället för svart på hjässan och mindre tydligt gult i pannan samt lätt gråbrunfläckig undersida. Ungfågeln liknar ung vitkronad sparv, men är gråare med ljus strupe och gråaktig, ej ljus näbb.

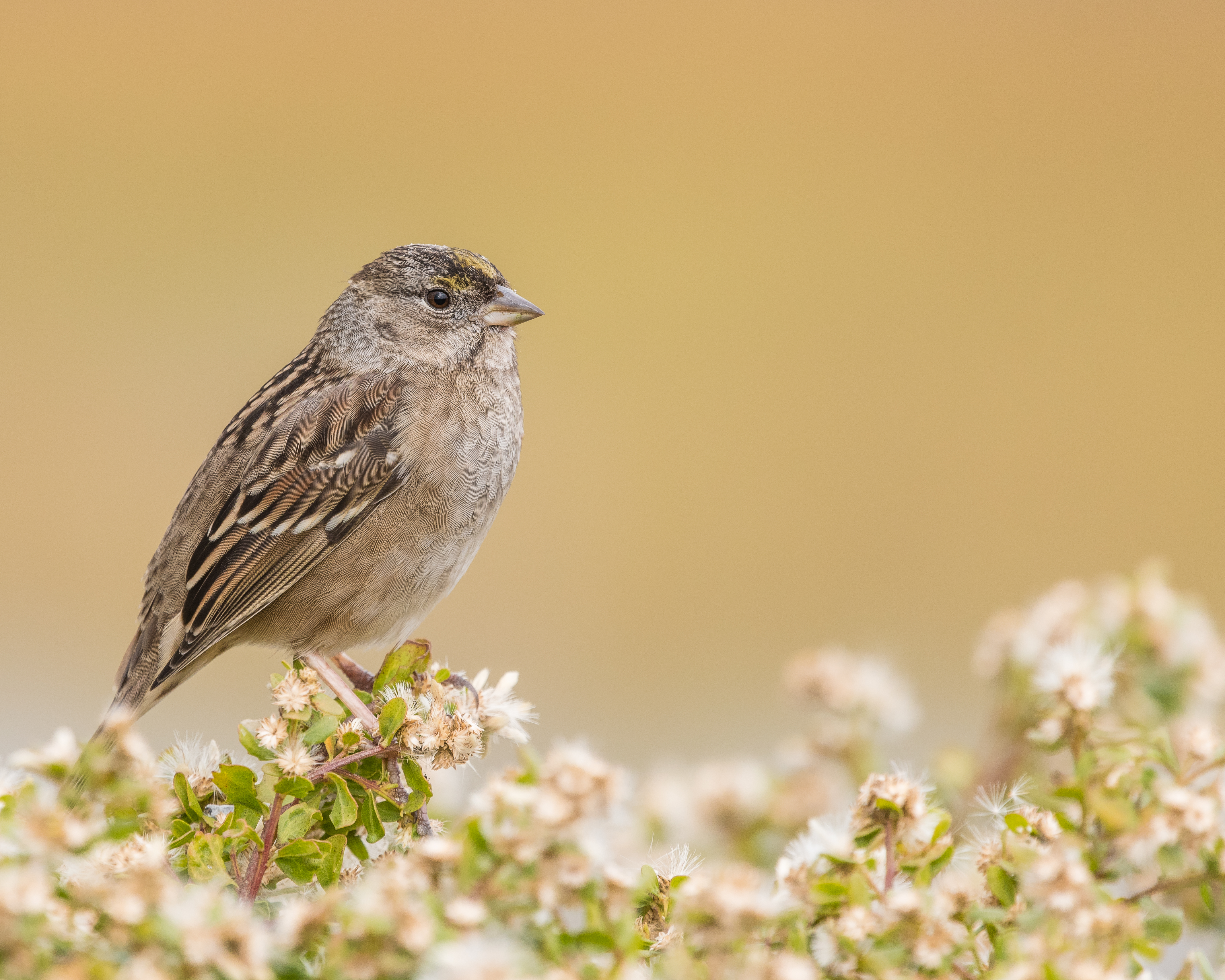
I vinterdräkt.

### Läten
Sången består av en fallande serie ljusa och klara toner som på engelska ofta återges "oh dear me". Bland lätena hörs ett musikaliskt "teew", i flykten ett ljust "seep".

## Utbredning och systematik
Fågeln häckar i Alaska och de nordliga delarna av västra Kanada. Vintertid flyttar den till ön Vancouver Island i Kanada och USA:s västkust. Under vår och höst återfinns den ofta i norra Kalifornien. Den har tillfälligt påträffats i östra Asien, med flera fynd både i Japan och nordöstra Ryssland (Kamtjatka, Tjuktjien och Wrangelön).

Artens utbredningsområde, med sommartid i rött, vintertid i blått och året runt i lila.

### Familjetillhörighet
Tidigare fördes de amerikanska sparvarna till familjen fältsparvar (Emberizidae) som omfattar liknande arter i Eurasien och Afrika. Flera genetiska studier visar dock att de utgör en distinkt grupp som sannolikt står närmare skogssångare (Parulidae), trupialer (Icteridae) och flera artfattiga familjer endemiska för Karibien.

## Levnadssätt
Gulkronad sparv häckar på buskrik tundra nära kusten eller i höga bergstrakter, gärna nära vatten och stånd med Salix, alsnår och kortväxta barrträd. Vintertid hittas den i busk- eller ogräsrika miljöer, även i trädgårdar, och ofta tillsammans med vitkronad sparv.

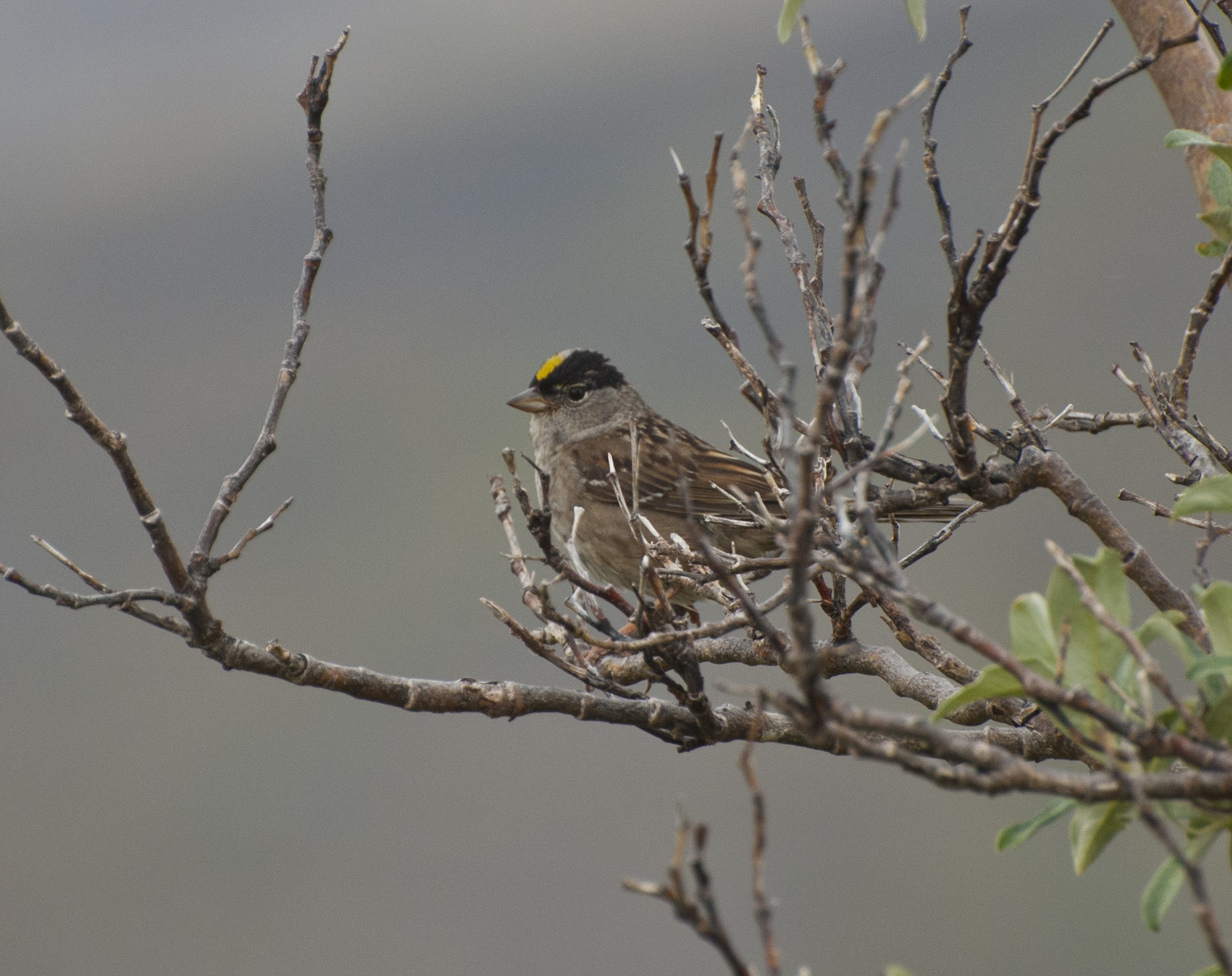
Gulkronad sparv på häckplats i Bering Landbridge Natural Preserve i Alaska.

### Föda
Fågeln tillbringar mycket tid på marken eller lågt i buskar och träd. Utanför häckningstid lever den av olika sorters frön, men även frukt (äpple, druvor, fläderbär och oliver), säd (havre, vete, korn och majs), knoppar, blommor och skott. Den kan även ta insekter som myror, bin, getingar, fjärilar, skalbaggar, termiter och harkrankar. Födan sommartid är mindre känd, men tros bestå av frukt, frön, spindlar och insekter.

### Häckning
Gulkronad sparv bygger en kraftig boskål av kvistar, bark, mossa, löv, ormbunkar och kraftigt gräs. Inuti fodras boet med tunnare gräs, ripfjädrar och hår från älg, hjort eller ren. Boet placeras på marken, kamouflerat av växtlighet. Däri lägger den en till två kullar med tre till fem ägg som ruvas i elva till 13 dagar. Efter kläckning är ungarna flygga efter ytterligare nio till elva dagar.

## Status och hot
Arten har ett stort utbredningsområde och en stor population, och tros öka i antal. Utifrån dessa kriterier kategoriserar internationella naturvårdsunionen IUCN arten som livskraftig (LC). Världspopulationen uppskattas till 7,5 miljoner häckande individer. I början av 1900-talet försökte ägare till fruktträdgårdar decimera antalet, men idag anses den inte utgöra ett hot mot jordbruket.

## Gulkronad sparv och människan
Under guldrushen i Yukon kring förra sekelskiftet kallades gulkronad sparv no gold here-bird, det vill säga 'inget-guld-här-sparven', efter hur dess sång lät.